# Яйца Баттерса
«Яйца Баттерса» (англ. Butterballs) — пятый эпизод шестнадцатого сезона сериала «Южный парк», премьера которого состоялась 11 апреля 2012 года. Эпизод посвящён проблемам хулиганства в школах. Является пародией на фильмы Кони 2012 и Проект „Задира“.

## Сюжет
Баттерс приходит в школу с подбитым глазом. На вопросы одноклассников он отвечает, что его избили хулиганы. Стэн и Кайл советуют Баттерсу рассказать обо всём родителям и приехавшей погостить бабушке, но тот отказывается из-за дурной славы ябеды. Стэн считает школьную травлю большой проблемой и заявляет, что с ней нужно бороться. Стоящие рядом одноклассницы отмечают, что Стэн — «единственный, у кого есть яйца».
Баттерс приходит домой и решается поговорить с бабушкой наедине. Во время разговора она начинает его бить и становится ясно, что подбитый глаз — дело её рук. В это время в школу приезжает консультант по борьбе с хулиганством Баки Бэйли. Он созывает школьное собрание, на котором предлагает снять видеоклип об этой проблеме. На роль режиссёра вызывается Стэн. По задумке, главную роль в клипе должен сыграть Баттерс, но он отказывается. Стэн пытается надавить на одноклассника, но за него заступается Кайл. Между ними происходит ссора, Кайл покидает съёмочную площадку, замечая, что «Стэн будет мастурбировать на улицах Сан-Диего».
О клипе Стэна узнают голливудские продюсеры. Они хотят купить ролик Стэна, но Баки Бэйли хочет помешать сделке. Он считает, что идея ролика принадлежит ему, и он начинает запугивать Стэна. Мальчик жалуется продюсеру Майку Оаку, и тот вызывает Бэйли на серьёзный разговор, после которого консультант отказывается от всех претензий на ролик. Оак требует от клипа Стэна жестокости, после чего к нему приходит Иисус и, угрожая адом, заставляет продюсера отказаться от фильма.
В это время Стэна и Баттерса приглашают на программу «Шоу доктора Оза». Ведущий шоу выводит Баттерса из себя, после чего мальчик избивает телезвезду. Вечером Баттерс приходит к бабушке и признаётся, что сумел постоять за себя. Но также он говорит ей, что после того как он избил ведущего в программе, то почувствовал неприятное чувство пустоты и понял, что именно это каждый раз чувствовала бабушка, издеваясь над ним. Мальчик говорит, что такие жестокие люди как она всегда будут существовать. Но тогда, когда бабушка будет лежать в больнице при смерти, он придёт навестить её, чтобы сказать, что он жив и счастлив, а она умрёт такой, какой была.
На следующее утро Стэн узнаёт, что продюсеры отказались от покупки видео, а Доктор Оз подаёт в суд на всю школу. Стэн покупает билет до Сан-Диего, приезжает в город, раздевается на одной из улиц и начинает мастурбировать.

## Пародии
- Эпизод основан на фильмах «Кони 2012» и «Проект „Задира“». Последний посвящён проблеме школьной травли.
- 15 марта 2012 года автор фильма «Кони 2012» Джейсон Рассел был задержан за неподобающее поведение. По рассказам очевидцев, он публично мастурбировал на одной из улиц Сан-Диего. По словам жены Рассела, у режиссёра было небольшое помутнение рассудка, вызванное плохой критикой на фильм[1].
- В конце серии пародируется американская группа 60-х — «The Newbeats». Они исполняют финальную песню, когда Стэн мастурбирует в Сан-Диего.

## Факты
- В этом эпизоде появляется множество одноразовых персонажей из предыдущих эпизодов, таких как Иисус, Изюминки, Шестиклассники, Дуги, Брайден Гуэрмо, Детсадовцы, Кип Дрорби, Тэд Джарвис, Готы.
- Лорейн — девочка, которую обижают в школе, после появилась в серии «Хоббит», но там она выступает под именем Лиза Бергер.
- «Любительский фильм» Стэна о хулиганах, снятый одним длинным дублем с участием большого количества массовки, даже для профессиональных режиссёров является трудным. Осуществление подобного требует координации, тщательной работы огромного количества как актёров, так и людей за кадром, не говоря уже о длительных репетициях.
- В этом эпизоде Картман переодевается в женскую одежду, что происходит в сериале не первый раз.